# Sacrifici di bambini nelle culture precolombiane

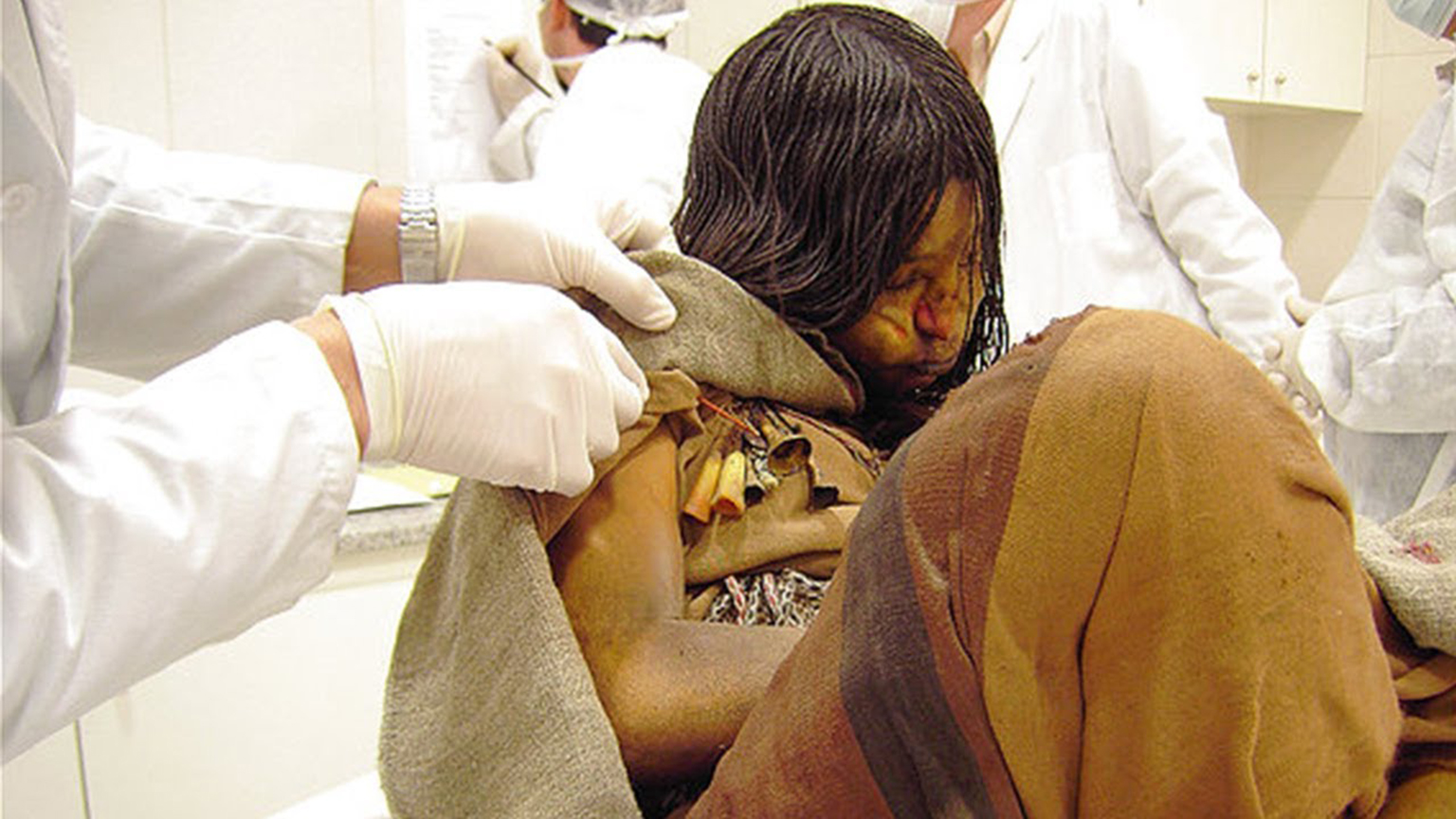
Analisi di laboratorio di una delle "mummie di Llullaillaco", bambini incas sacrificati sulla cima del vulcano Llullaillaco, nella provincia di Salta (Argentina).

La pratica dei sacrifici di bambini nelle culture precolombiane, in particolare in quelle mesoamericane e sudamericane, è ben documentata sia da rilievi archeologici che da fonti scritte. Le precise ideologie che stavano dietro ai sacrifici di bambini nelle varie culture sono sconosciute, ma si trattava certamente di omaggi agli dei.

## Mesoamerica

### Olmechi

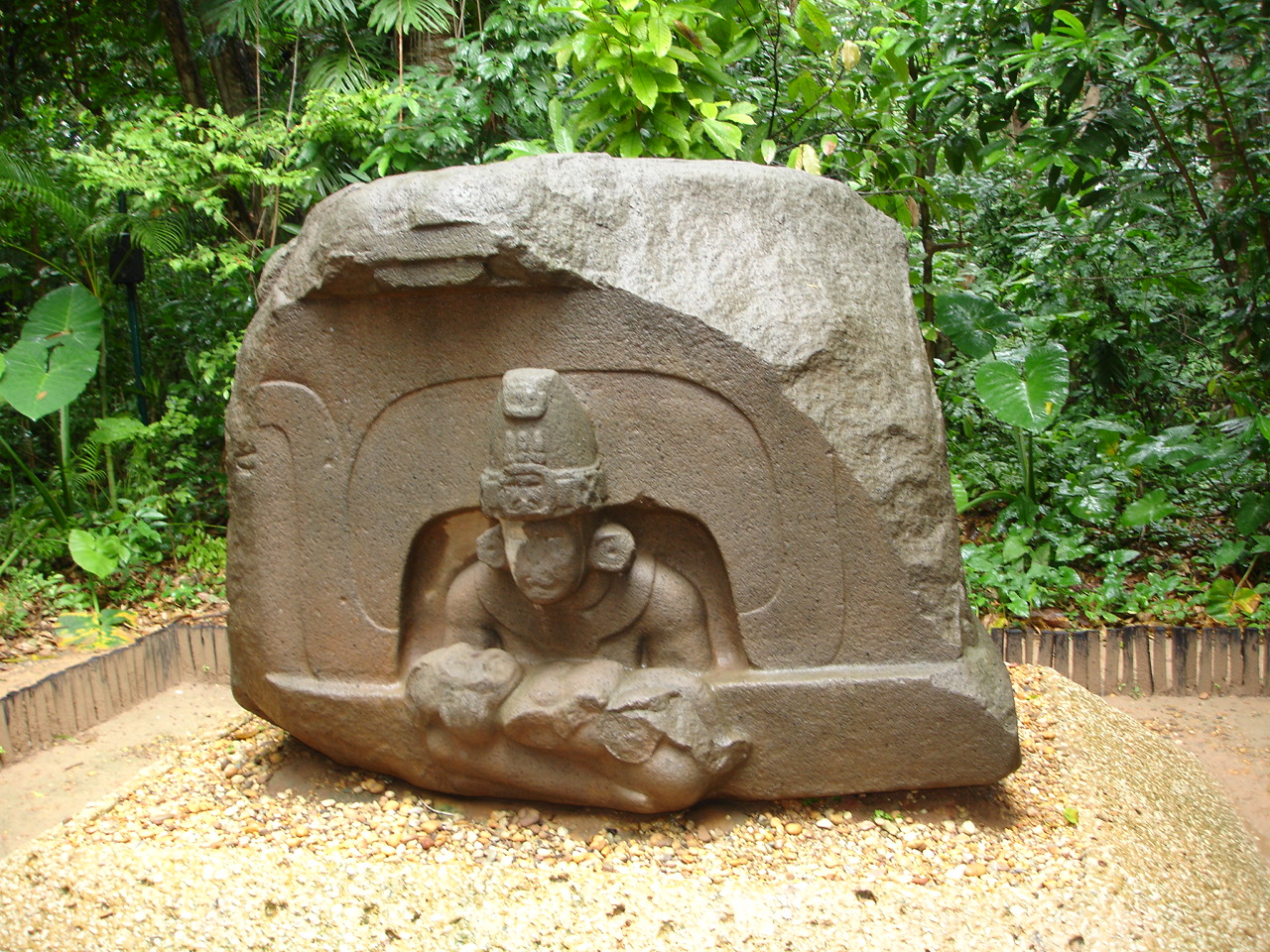
Altare 5 di La Venta. Il bambino sorretto dalla figura centrale viene considerato un sacrificio umano

Sono stati rinvenuti interi scheletri di neonati o di feti, oltre a femori e crani smembrati, presso la torbiera sacrificale di El Manatí. Queste ossa sono state associate ad offerte sacrificali. Ancora non si sa come i bambini venissero uccisi.
Alcuni ricercatori hanno anche associato il sacrificio di bambini all' iconografia rituale olmeca che raffigura i bambini, presente soprattutto nell'altare 5 di La Venta o nelle immagini di Las Limas.

### Maya
Nel 2005 fu rinvenuta nella regione Maya di Comalcalco una fossa comune contenente bambini sacrificati di uno o due anni. I sacrifici erano apparentemente stati eseguiti durante la consacrazione di nuovi templi sull'acropoli di Comalcalco.
Sono anche stati rinvenuti teschi di bambini che risalgono al periodo Maya. Gli studiosi della civiltà Maya credono che, come gli Aztechi, anche i Maya eseguissero sacrifici di bambini in determinate circostanze. Sono state studiate alcune opere d'arte maya risalenti al periodo classico, raffiguranti l'estrazione dei cuori dei bambini durante l'ascensione al trono dei nuovi re o durante l'inizio del calendario maya. In uno di questi casi, sulla Stele 11 di Piedras Negras, in Guatemala, si può riconoscere un ragazzo sacrificato. Altre scene simili sono riscontrabili sui vasi decorati.
Nello Yucatán i sacrifici di bambini proseguirono fino al periodo postclassico e perfino durante i primi anni del periodo coloniale.

### Teotihuacan
Esistono prove di sacrifici di bambini presso la civiltà di Teotihuacan. Nel 1906 Leopoldo Batres scoprì bambini sepolti ai quattro angoli della Piramide del Sole. Gli archeologi hanno scoperto scheletri di neonati associati agli altari, il che farebbe sospettare "morte deliberata dovuta a sacrifici di bambini".

### Toltechi
Nel 2007 gli archeologi annunciarono di aver analizzato i resti di 24 tra bambini e ragazzi, di età compresa tra i 5 ed i 15 anni, trovati sepolti insieme ad un'immagine di Tlaloc. I bimbi, rinvenuti nei pressi delle antiche rovine della capitale tolteca di Tula, erano stati decapitati. I corpi sono stati datati tra il 950 ed il 1150.
"Per tentare di spiegare per quale motivo ci sono 24 corpi nello stesso luogo, il solo modo è di pensare che fossero un sacrificio umano" disse l'archeologo Luis Gambo.

### Aztechi

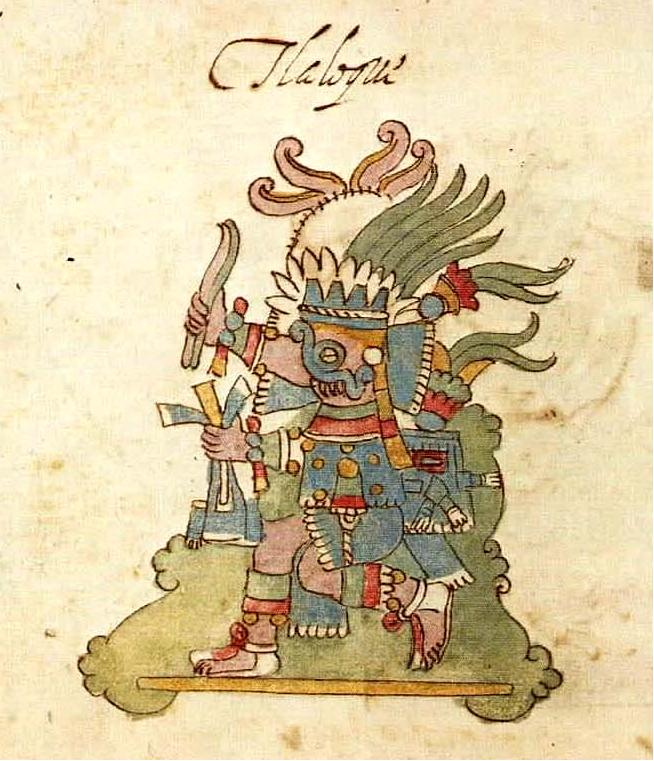
Tláloc, raffigurato nel Codice Rios del tardo XVI secolo

La religione azteca è una delle più documentate tra le civiltà precolombiane. Diego Durán, nel libro Book of the Gods and Rites, parlò delle pratiche religiose dedicate agli dei dell'acqua, Tlaloc, e Chalchiuhtlicue e buona parte di questi riti annuali comprendeva il sacrificio di neonati o bimbi.
Secondo Bernardino de Sahagún, gli Aztechi pensavano che, se non fossero stati fatti sacrifici a Tlaloc, la pioggia non sarebbe arrivata ed il grano non sarebbe cresciuto. Tlaloc chiedeva le lacrime dei bambini, in modo che poi le loro lacrime avrebbero bagnato la terra. Per questo motivo i sacerdoti facevano piangere i bambini prima di sacrificarli, a volte strappandogli le unghie.
Fernando de Alva Cortés Ixtlilxochitl, discendente degli Aztechi ed autore del Codice Ixtlilxochitl, disse che ogni anno un bambino su cinque dei Mexica veniva sacrificato. Hernán Cortés accennò ad un sacrificio nell'opera Lettere:
(Hernán Cortés, Lettere)
Gli archeologi hanno ritrovato i resti di 42 bambini sacrificati a Tlaloc (ed alcuni a Ehecátl Quetzalcóatl) tra le offerte del Templo Mayor di Tenochtitlán.
A Xochimilco sono stati trovati i resti di un bambino tra i 3 ed i 4 anni. Il teschio era rotto e le ossa avevano un colorito giallastro, una struttura vitrea ed un tessuto poroso e compatto. Gli Aztechi bollivano i resti delle vittime sacrificate per eliminarne la carne e mettevano il teschio in uno tzompantli. Gli archeologi sono arrivati alla conclusione che il teschio era stato bollito e si era rotto a causa dell'ebollizione del cervello. Le fotografie di questo teschio sono state pubblicate su riviste specializzate.
La tabella sottostante riporta le varie festività ricorrenti durante i 18 mesi del calendario azteco e le divinità loro associate. Nel codice fiorentino Sahagún ammise di essere rimasto sbigottito nello scoprire che i sacrifici dei bambini durante il primo mese erano approvati dagli stessi genitori, che addirittura poi li mangiavano. I sacrifici di bambini sono riportati nella colonna di destra:
| N°    | Nome del mese messicano e suo equivalente gregoriano | Divinita' e sacrifici umani                                                                                   | Divinita' e sacrifici umani |
| ----- | ---------------------------------------------------- | --- | --- |
| I     | Atlacacauallo (2 febbraio - 21 febbraio)             | Tláloc, Chalchitlicue, Ehécatl                                                                                | Sacrificio di bambini e prigionieri alle divinita' dell'acqua |
| II    | Tlacaxipehualiztli (22 febbraio - 13 marzo)          | Xipe Tótec, Huitzilopochtli, Tequitzin-Mayáhuel                                                               | Sacrificio di prigionieri; lotte di gladiatori; danze di sacerdoti che indossano le pelli delle vittime |
| III   | Tozoztontli (14 marzo - 2 aprile)                    | Coatlicue, Tlaloc, Chalchitlicue, Tona                                                                        | Estrazione del cuore. Rogo dei corpi scotennati. Sacrificio di bambini |
| IV    | Hueytozoztli (3 aprile - 22 aprile)                  | Cintéotl, Chicomecacóatl, Tlaloc, Quetzalcóatl                                                                | Sacrificio di domestiche; di ragazzi e ragazze |
| V     | Toxcatl (23 aprile - 12 maggio)                      | Tezcatlipoca, Huitzilopochtli, Tlacahuepan, Cuexcotzin                                                        | Sacrificio di prigionieri tramite estrazione del cuore |
| VI    | Etzalcualiztli (13 maggio - 1º giugno)               | Tláloc, Quetzalcóatl                                                                                          | Sacrificio tramite affogamento ed estrazione del cuore |
| VII   | Tecuilhuitontli (2 giugno - 21 luglio)               | Huixtocihuatl, Xochipilli                                                                                     | Sacrificio tramite estrazione del cuore |
| VIII  | Hueytecuihutli (22 giugno - 11 luglio)               | Xilonen, Quilaztli-Cihacóatl, Ehécatl, Chicomelcóatl                                                          | Sacrificio di donne decapitate ed estrazione del cuore |
| IX    | Tlaxochimaco (12 luglio - 31 luglio)                 | Huitzilopochtli, Tezcatlipoca, Mictlantecuhtli                                                                | Sacrificio per fame in grotte o templi |
| X     | Xocotlhuetzin (1º agosto - 20 agosto)                | Xiuhtecuhtli, Ixcozauhqui, Otontecuhtli, Chiconquiáhitl, Cuahtlaxayauh, Coyolintáhuatl, Chalmecacíhuatl       | Sacrificio agli dei del fuoco tramite rogo delle vittime |
| XI    | Ochpaniztli (21 agosto - 9 settembre)                | Toci, Teteo Innan, Chimelcóatl-Chalchiuhcíhuatl, Atlatonin, Atlauhaco, Chiconquiáuitl, Cintéotl               | Sacrificio di una giovane donna decapitata a Toci, la donna veniva scorticata ed un'altra giovane donna ne indossava la pelle; Sacrificio di prigionieri lanciandoli da grandi altezze ed estrazione del cuore |
| XII   | Teoleco (10 settembre - 29 settembre)                | Xochiquétzal                                                                                                  | Sacrificio tramite rogo; estrazione del cuore |
| XIII  | Tepeihuitl (30 settembre - 19 ottobre)               | Tláloc-Napatecuhtli, Matlalcueye, Xochitécatl, Mayáhuel, Milnáhuatl, Napatecuhtli, Chicomecóatl, Xochiquétzal | Sacrificio di bambini, due donne nobili, estrazione del cuore e scotennamento; cannibalismo rituale |
| XIV   | Quecholli (20 ottobre - 8 novembre)                  | Mixcóatl-Tlamatzincatl, Coatlicue, Izquitécatl, Yoztlamiyáhual, Huitznahuas                                   | Sacrificio tramite bastonate, decapitazione ed estrazione del cuore |
| XV    | Panquetzaliztli (9 novembre - 28 novembre)           | Huitzilopochtli                                                                                               | Sacrificio di massa di prigionieri e schiavi tramite estrazione del cuore |
| XVI   | Atemoztli (29 novembre - 18 dicembre)                | Tlaloques | Sacrificio di bambini e decapitazione di schiavi |
| XVII  | Tititl (19 dicembre - 7 gennaio)                     | Tona-Cozcamiauh, Ilamatecuhtli, Yacatecuhtli, Huitzilncuátec                                                  | Sacrificio di donne tramite estrazione del cuore e decapitazione postuma |
| XVIII | Izcalli (8 gennaio - 27 gennaio)                     | Ixozauhqui-Xiuhtecuhtli, Cihuatontli, Nancotlaceuhqui                                                         | Sacrificio di vittime raffiguranti Xiuhtecuhtli e le loro donne (ogni quattro anni) e prigionieri. Ora: notte, Nuovo Fuoco                                                                                     |
|       | Nemontemi (28 gennaio - 1º febbraio)                 | Cinque giorni di malaugurio alla fine dell'anno, niente riti, generico digiuno                                | Cinque giorni di malaugurio alla fine dell'anno, niente riti, generico digiuno |

## Sudamerica
Gli archeologi hanno rinvenuto prove concrete di sacrifici di bambini in molte civiltà precolombiane. Ad esempio i Mochica del Perù settentrionale sacrificavano adolescenti in massa, come dimostrato dall'archeologo Steve Bourget durante lo scavo delle ossa di 42 ragazzi nel 1995.

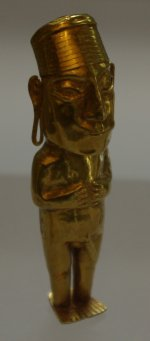
Personaggio maschile dei rituale del Capa Cocha, Inka, 1450-1540, in oro, presso il museo Dumbarton Oaks di Washington

### Inca
Il Capacocha era la pratica Inca del sacrificio umano, effettuato soprattutto tramite l'uso di bambini.
Gli Inca eseguivano sacrifici di bambini durante o dopo importanti eventi, quali la morte del Sapa Inca (imperatore) o durante una carestia. Come vittime sacrificali sceglievano bambini fisicamente perfetti, perché costoro erano la migliore offerta agli dei. Li facevano vestire con abiti preziosi e gioielli, scortandoli a Cuzco dove avrebbero incontrato l'imperatore e partecipato ad una festa in loro onore. A questo punto gli alti sacerdoti portavano le vittime sulle cime dei monti per il sacrificio. Facevano bere ai bambini una bevanda inebriante per minimizzare dolore, paura e resistenza, quindi li uccidevano per strangolamento, colpendoli alla testa, o lasciando che perdessero conoscenza per il freddo estremo morendo assiderati. I primi missionari spagnoli coloniali parlarono di questa pratica, ma solo recentemente gli archeologi come Johan Reinhard hanno iniziato a ritrovare i corpi delle vittime sulle vette delle Ande,  mummificati naturalmente grazie alle condizioni asciutte di quell'ambiente.

## America settentrionale
I Pawnee praticavano annualmente una cerimonia della Stella Nascente, che comprendeva il sacrificio di una giovane ragazza. Nonostante il rito si sia protratto fino ai giorni nostri, l'atto del sacrificio è stato abbandonato nel XIX secolo. Si dice che gli Irochesi mandassero occasionalmente una vergine al Grande Spirito.